# Dietrich von Roeder
Dietrich Hermann von Roeder (* 12. Juli 1861 in Lübben; † 5. Dezember 1945 in Potsdam) war ein deutscher General der Infanterie.

## Leben

### Herkunft
Dietrich entstammte einer alten Soldatenfamilie und war der Sohn von Andreas von Roeder (1834–1901) und dessen Ehefrau Elisabeth, geborene von Colmar (1836–1873). Sein Großvater war der Generalmajor Hermann von Roeder (1797–1857), sein Urgroßvater der Generalmajor Heinrich von Roeder (1742–1821).

### Militärkarriere
Roeder trat am 8. April 1882 als Fahnenjunker in das Kaiser Franz Garde-Grenadier-Regiment Nr. 2 der Preußischen Armee ein. Dort wurde er am 16. November 1882 zum Fähnrich ernannt sowie am 11. September 1883 zum Sekondeleutnant befördert. Vom 1. November 1888 bis 28. Oktober 1891 diente er als Adjutant des II. Bataillons. Mit seiner Beförderung zum Premierleutnant folgte seine zeitgleiche Versetzung am 27. Januar 1892 in das Königin Augusta Garde-Grenadier-Regiment Nr. 4. Von hier aus kommandierte man Roeder zur weiteren Ausbildung vom 1. Oktober 1892 bis 20. Juli 1895 an die Kriegsakademie und im Anschluss daran bis zum 30. September 1895 zur I. Matrosen-Artillerie-Abteilung. Nach kurzzeitigem Truppendienst wurde er dann am 1. April 1896 zum Großen Generalstab kommandiert und unter Belassung in diesem Kommando am 18. April 1896 in sein Stammregiment zurück versetzt. Dort erhielt er am 21. Januar 1897 seine Beförderung zum Hauptmann und als solcher kurz darauf am 16. Februar 1897 die Ernennung zum Kompaniechef. Diesen Posten hatte Roeder die kommenden fünf Jahre inne. Am 18. April 1903 erfolgte seine Versetzung nach Danzig als Adjutant beim Generalkommando des XVII. Armee-Korps. Nachdem Roeder am 27. Januar 1905 Major geworden war, wurde er zwei Tage später zum militärischen Berater des Prinzen August Wilhelm von Preußen berufen. Am 22. Oktober 1908 folgte seine Versetzung in das Kaiser Franz Garde-Grenadier-Regiment Nr. 2 und seiner Beurlaubung für ein Jahr. In dieser Zeit war Roeder als Vorstand der Hofhaltung des Prinzen tätig. Am 17. September 1909 versetzte man ihn dann nach Charlottenburg zum Stab des Königin Elisabeth Garde-Grenadier-Regiments Nr. 3 und übernahm am 22. März 1910 als Kommandeur das Füsilier-Bataillon. Sechs Monate später übernahm Roeder für die kommenden drei Jahre die Funktion als militärischer Begleiter von Prinz Joachim von Preußen, dem jüngsten Sohn des Kaisers. Zwischenzeitlich am 27. Januar 1912 zum Oberstleutnant befördert, wurde Roeder dann am 1. Oktober 1913 nach Weimar zum Stab des Infanterie-Regiments „Großherzog von Sachsen“ (5. Thüringisches) Nr. 94 versetzt. Zeitgleich mit der Beförderung zum Oberst am 22. März 1914 erfolgte dann seine Ernennung zum Kommandeur des Kaiser Franz Garde-Grenadier-Regiment Nr. 2, in dem er einst seine Militärkarriere begonnen hatte.

#### Erster Weltkrieg
Mit Ausbruch des Ersten Weltkriegs machte sein Regiment mobil und rückte in das neutrale Belgien ein. Hier kam es erstmals am 22. und 23. August 1914 in der Schlacht an der Sambre bei Auvelais zu Kampfhandlungen. Es folgte die Schlacht bei St. Quentin sowie schwere Kämpfe am Petit Morin. Nach dem von der Obersten Heeresleitung befohlenen Rückzug von der Marne konnte Roeder mit seinem Regiment die nachrückenden Franzosen in seinem Abschnitt bei Reims zum Stehen bringen. Während der Schlacht bei Arras wurde Roeder am 6. Oktober 1914 durch einen Granatsplitter am Bein verwundet, verblieb jedoch bei seiner Truppe. Nach der Schlacht bei Ypern ging das Regiment in den Stellungskrieg über. In der Folgezeit vertrat Roeder immer wieder den Kommandeur der 4. Garde-Infanterie-Brigade.
Am 23. Februar 1915 wurde er dann zum Kommandeur der 37. Infanterie-Brigade ernannt, die zu diesem Zeitpunkt an der Aisne stand. Ende April 1915 verlegte die Brigade an die Ostfront nach Galizien, wo sie sich an den Verfolgungskämpfen nach der Schlacht bei Gorlice-Tarnów beteiligte. Bis Ende September 1915 rückte die Brigade über den Bug bis an die Jasiolda vor. Dann kehrte Roeder mit seinem Verband an die Westfront zurück und konnte während der Herbstschlacht in der Champagne mehrfach Durchbruchsversuche der Franzosen vereiteln. 1916 kämpfte er anschließend nochmals im Osten u. a. am Stochod während der Brussilow-Offensive. Ende des Jahres kam Roeder wieder in den Westen. Hier kämpfte er in Folge in der Champagne um die Höhen von Ripont, in der Doppelschlacht Aisne-Champagne und nahm anschließend an den Kämpfen bei Reims teil. Für seine Verdienste wurde Roeder mit dem Roten Adlerorden II. Klasse ausgezeichnet und am 18. Juni 1917 zum Generalmajor befördert. Im September stand er dann in schweren Abwehrkämpfen vor Verdun und im November 1917 um die strategisch wichtige Höhe 344.
Am 8. Februar 1918 ernannte man Roeder zum Kommandeur der im Artois stehenden 3. Garde-Division. Während der Frühjahrsoffensive führte er seine Division erfolgreich in der Durchbruchschlacht bei Monchy-Cambrai und anschließend bei Bapaume. Für diese Leistungen wurde er durch seinen Kommandierenden General Arthur von Lindequist zur höchsten preußischen Tapferkeitsauszeichnung, dem Pour le Mérite eingereicht, den Roeder dann am 17. April 1918 erhielt.
Im April 1918 verlegte die Division nach Flandern und kam bei der Schlacht um den Kemmel zum Einsatz, ging dann wieder in den Stellungskrieg über und wurde Ende Mai aus der Front nach Lothringen gezogen. Nach Kämpfen bei Reims und der Beteiligung an der Schlacht an der Marne, folgten Kämpfe vor und in der Siegfriedstellung. Zuletzt war die Division bis zum Waffenstillstand bei der 3. Armee in Abwehrkämpfen zwischen Argonnen und Maas sowie an Aisne und Aire.

#### Nachkriegszeit
Nach Kriegsende führte Roeder seine Division in die Heimat zurück, wo diese demobilisiert und schließlich aufgelöst wurde. Er übernahm am 2. Januar 1919 das Kommando über das Landesschützenkorps, ein Freikorps, und war zudem Kommandeur der 115. Infanterie-Division. Mit beiden Verbänden war er an der Niederschlagung zahlreicher spartakistischer Aufstände in Berlin und Mitteldeutschland beteiligt.
Mit der Übernahme in die Reichswehr fungierte Roeder ab 18. Oktober 1919 als Infanterieführer 4 in Magdeburg und stieg am 16. Mai 1920 zum Befehlshaber der Reichswehr-Brigade 4 auf. Nachdem Roeder am 18. Dezember 1920 den Charakter als Generalleutnant erhalten hatte, schied er am 31. Dezember 1920 aus dem aktiven Dienst.
Roeder erhielt am 27. August 1939, dem sogenannten Tannenbergtag, den Charakter als General der Infanterie verliehen.

### Familie
Roeder heiratete 1906 Ernestine von Polenz (1879–1959). Ihr ältester Sohn Wilhelm von Roeder (1907–1972) wurde Brigadegeneral der Bundeswehr. Der zweitälteste Sohn Heinrich von Roeder (1910–?) in der Zeit des Nationalsozialismus Landrat.

## Auszeichnungen
- Kronenorden III. Klasse[3]
- Ritterkreuz des Königlichen Hausordens von Hohenzollern[3]
- Preußisches Dienstauszeichnungskreuz[3]
- Ritterkreuz I. Klasse des Ordens vom Zähringer Löwen[3]
- Ehrenkreuz des Greifenordens[3]
- Ehrenoffizierskreuz des Oldenburgischen Haus- und Verdienstordens des Herzogs Peter Friedrich Ludwig[3]
- Reußisches Ehrenkreuz I. Klasse[3]
- Komtur II. Klasse des Herzoglich Sachsen-Ernestinischen Hausordens[3]
- Orden der Eisernen Krone III. Klasse[3]
- Eisernes Kreuz (1914) II. und I. Klasse